# 中國化工橡膠
中國化工橡膠有限公司（英語：China National Tire & Rubber Corporation），中國化工集團公司旗下公司，1988年成立，也就是前身為中國化工新材料總公司，2005年被中國化工集團公司收購後更名为中国化工橡胶总公司，后改为现名。业务以轮胎、橡胶、乳胶及相关产品的研制、开发和生产经营为主、轮胎产品有斜交载重胎、斜交工程胎、全钢载重胎、全钢工程胎、全钢工程巨胎、航空轮胎、半钢子午胎業務。董事長兼總經理為曹朝阳。
旗下企業包括：风神轮胎股份有限公司、青岛黄海橡胶股份有限公司、曙光橡胶工业研究设计院、中国化工橡胶桂林有限公司、双喜轮胎有限公司、桂林乳胶厂、上海乳胶厂、青岛橡六输送带有限公司、南京七四二五工厂、北京橡胶工业研究设计院、沈阳橡胶研究设计院、中国化工橡胶株洲研究设计院、炭黑工业研究设计院、西北橡胶塑料研究设计院、中车(北京)汽修连锁有限公司等企業，15家公司內是有2家上市公司。